# Gentiana vandellioides
Gentiana vandellioides là một loài thực vật có hoa trong họ Long đởm. Loài này được Hemsl. mô tả khoa học đầu tiên năm 1890.